# Vicar
Vicar (din latină vicarius = locțiitor) este un cleric care înlocuiește un slujitor bisericesc de rang superior, de exemplu un arhiereu care ține locul unui episcop sau al unui mitropolit.  În general, arhiereii pot fi împărțiți în titulari de eparhie și vicari.
Tot vicar se numește și preotul, arhimandritul sau arhiereul care primește într-o eparhie slujba de a-l ajuta pe ierarhul locului, în activitatea sa administrativă și canonică. De asemenea papa de la Roma se mai numește și „Vicarul lui Hristos“.
Prin urmare, un vicar este un arhiereu, arhimandrit sau preot numit de ierarh pentru a-l ajuta la exercitarea atribuțiilor sale executive.
Funcția sau demnitatea de vicar, timpul cât un vicar exercită această funcție, regiunea unde se exercită autoritatea vicarului, precum și reședința vicarului poartă denumirea de vicariat.